# آن موراي دوقة أثول
آن موراي، دوقة أثول (بالإنجليزية: Anne Murray, Duchess of Atholl) وُلدت باسم آن هوم دروموند (Anne Home-Drummond) في 17 يونيو 1814، وتوفيت في 22 مايو 1897. كانت أرستقراطية اسكتلندية ووصيفة بلاط مقربة من الملكة فيكتوريا، التي وصفتها بـ الدوقة العزيزة.

## حياتها
وُلدت آن هوم-دروموند في عائلة اسكتلندية أرستقراطية، وتزوجت في عام 1839 من جورج موراي، دوق أثول السادس، وأصبحت تُعرف بلقب السيدة غلينليون. بعد وفاة والد زوجها عام 1846، أصبحت دوقة أثول، وهو اللقب الذي احتفظت به حتى وفاة زوجها عام 1864، ومن ثم أصبحت تُعرف بلقب دوقة أثول الأرملة.

## علاقتها بالملكة فيكتوريا
امتدت علاقة الصداقة الوثيقة بين آن موراي والملكة فيكتوريا لما يزيد عن خمسة عقود، حيث كانت إحدى النساء المقربات من الملكة، ورافقتها في مناسبات اجتماعية ورسمية. منحتها الملكة وسام فيكتوريا والشرف تكريمًا لخدماتها الطويلة.

## الأسرة والأبناء
أنجبت آن موراي عدة أبناء من دوق أثول، من بينهم جون ستيوارت موراي، الذي خلف والده في لقب دوق أثول السابع.

## الوفاة
توفيت آن موراي في 22 مايو 1897 عن عمر يناهز 82 عامًا، بعد حياة طويلة في خدمة البلاط الملكي البريطاني، وتُذكر اليوم بوصفها إحدى أبرز النساء الأرستقراطيات في عهد الملكة فيكتوريا.

## وصلات خارجية
- Anne Murray – Royal Collection Trust
- صورة شخصية محفوظة في معرض الصور الوطني البريطاني